# Episodi di Non fidarti della str**** dell'interno 23 (prima stagione)
La prima stagione della serie televisiva Non fidarti della str**** dell'interno 23, composta da 7 episodi, è stata trasmessa in prima visione assoluta negli Stati Uniti d'America da ABC dall'11 aprile al 23 maggio 2012.
In Italia la stagione è stata trasmessa in prima visione satellitare da Fox dal 5 febbraio al 19 marzo 2013.
| nº | Titolo originale | Titolo italiano             | Prima TV USA   | Prima TV Italia  |
| -- | ---------------- | --------------------------- | -------------- | ---------------- |
| 1  | Pilot            | Una str**** per coinquilina | 11 aprile 2012 | 5 febbraio 2013  |
| 2  | Daddy's Girl...  | L'amore di papà             | 18 aprile 2012 | 12 febbraio 2013 |
| 3  | Parent Trap...   | L'assistente                | 25 aprile 2012 | 19 febbraio 2013 |
| 4  | The Wedding...   | La nuova June               | 2 maggio 2012  | 26 febbraio 2013 |
| 5  | Making Rent...   | Soldi facili                | 9 maggio 2012  | 5 marzo 2013     |
| 6  | It's Just Sex... | Il filmino porno            | 16 maggio 2012 | 12 marzo 2013    |
| 7  | Shitagi Nashi... | La ragazza dei fumetti      | 23 maggio 2012 | 19 marzo 2013    |